# Теорема Меньє
У диференційній геометрії теоремою Меньє називається твердження про властивості кривини на поверхні, яке було доведено у 1776 році (опубліковано 1785 році) французьким вченим Жаном Батістом Меньє.

## Необхідні означення
Нехай {\displaystyle S\subset \mathbb {R} ^{3}} — регулярна поверхня у тривимірному евклідовому просторі і {\displaystyle \alpha (t):(-\varepsilon ,\varepsilon )\to S} — регулярна крива, образ якої належить поверхні S і {\displaystyle \alpha (0)=p\in S.} Нехай крива параметризується своєю довжиною. Тоді {\displaystyle |\alpha '(t)|=1} в усіх точках кривої. Якщо {\displaystyle |\alpha ''(0)|\neq 0} то вектор {\displaystyle n={\frac {\alpha ''(0)}{|\alpha ''(0)|}}} називається одиничною нормаллю, а {\displaystyle k=|\alpha ''(t)|} — кривиною кривої {\displaystyle \alpha (t)} у точці p. Також нехай N позначає одиничний нормальний вектор до площини S у точці p (тобто одиничний вектор, що є ортогональним до дотичної площини поверхні у даній точці із певним вибором напрямку). 
Нормальною кривиною {\displaystyle k_{n}} кривої {\displaystyle \alpha (t)} у точці {\displaystyle \alpha (0)=p} у цьому випадку називається довжина ортогональної проєкції {\displaystyle \alpha ''(0)} на пряму задану вектором N. Якщо кривина прямої у точці рівна нулю, то і її нормальна кривина рівна нулю. 
Якщо {\displaystyle \phi } — кут між векторами N і n то можна явно записати {\displaystyle k_{n}=k\operatorname {cos} \phi } або через скалярний добуток {\displaystyle k_{n}=(N,\alpha ''(0)).}

## Теорема Меньє
Теорема Меньє стверджує, що нормальна кривина кривої {\displaystyle \alpha (t):(-\varepsilon ,\varepsilon )\to S} у точці {\displaystyle \alpha (0)=p\in S} залежить лише від напрямку дотичного вектора {\displaystyle \alpha '(t)} у цій точці. Тобто якщо дві регулярні криві (параметризовані своїми довжинами) мають однаковий дотичний вектор у точці p, то і їх нормальні криві у цій точці будуть однаковими.

### Доведення
Нехай N(t) — одиничні нормалі до поверхні S у точках {\displaystyle \alpha (t).} Згідно означення нормальні кривини у точках прямої тоді є рівними {\displaystyle (N(t),\alpha ''(t)).} За означеннями {\displaystyle (N(t),\alpha '(t))=0} і продиференціювавши цю рівність отримуємо {\displaystyle k_{n}=(N(0),\alpha ''(0))=-(N'(0),\alpha '(0))=(dN_{p}(\alpha '(0)),\alpha '(0))} де {\displaystyle dN_{p}} — диференціал у точці p нормального відображення із поверхні S на одиничну сферу, що кожній точці поверхні співставляє одиничну нормаль у цій точці. При означенні {\displaystyle dN_{p}} дотичні поверхні до S і у відповідній точці сфери ототожнюються (загалом вони є паралельними). Таким чином нормальна кривина залежить тільки від {\displaystyle \alpha '(0).}

## Наслідки
- З теореми Меньє випливає, що поняття нормальної кривини має значення для одиничних векторів на дотичній площині {\displaystyle T_{p}S.} Кожен такий вектор x, разом із нормаллю N задає деяку площину перетин якої із S утворює регулярну криву {\displaystyle \gamma } для якої (при параметризації довжиною) x є дотичним вектором і кривина якої у точці p є рівною нормальній кривині. Крива {\displaystyle \gamma } називається нормальним перетином поверхні S із дотичним вектором x.

- З теореми Меньє також випливає те, що для регулярної кривої {\displaystyle \alpha (t):(-\varepsilon ,\varepsilon )\to S} із дотичним вектором x у точці p кривина залежить тільки від нормалі до прямої оскільки нормаль до поверхні і нормальна кривина у цьому випадку задані однозначно. Зокрема нормальну кривину можна однозначно визначити як звичайну кривину нормального перерізу.

- Для нормального перетину {\displaystyle \gamma }із дотичним вектором x центром стичного кола є точка {\displaystyle p+(1/k_{n})N} і його радіус очевидно є рівним {\displaystyle 1/k_{n}.}Для довільної іншої кривої у S із дотичним вектором x у точці  p стичне коло у цій точці за означенням належить площині заданій векторами  x і n, центром стичного кола є точка {\displaystyle p+(1/k)n}і радіус кола є рівним 1/k. Згідно теореми Меньє кривина кривої визначається лише кутом між N і n і {\displaystyle 1/k=1/k_{n}\cos \phi }. Тому радіуси стичних кіл задовольняють співвідношення {\displaystyle R(\phi )=\cos \phi /k_{n}.} Як наслідок всі такі стичні кола лежать на сфері із центром у точці {\displaystyle p+(1/k_{n})N}і радіусом {\displaystyle 1/k_{n}.}